# Microlicia petasensis
Microlicia petasensis är en tvåhjärtbladig växtart som beskrevs av John Julius Wurdack. Microlicia petasensis ingår i släktet Microlicia och familjen Melastomataceae. Inga underarter finns listade i Catalogue of Life.